# 查洛 (蒙大拿州)
查洛（英語：Charlo）是位於美國蒙大拿州萊克縣的普查規定居民點。

## 歷史
查洛的郵局自1918年營運至今。

## 人口
根據2020年美國人口普查的數據，查洛的面積為5.19平方千米，當中陸地面積為5.16平方千米，而水域面積為0.03平方千米。當地共有人口385人，而人口密度為每平方千米74.18人。